# فيكتوريا كينت
فيكتوريا كينت (1898 - نيويورك 1987) (الاسم بالإسبانية Victoria Kent Siano) هي محامية وسياسية إسبانية.

## روابط خارجية
- فيكتوريا كينت على موقع IMDb (الإنجليزية)